# Référendums de 2021 à Rhode Island
 (avril 2025).
Sept référendums ont lieu en 2021 à Rhode Island, tous organisés le 2 mars. 